# S.T.A.L.K.E.R.: Чистое небо
«S.T.A.L.K.E.R.: Чистое небо» (англ. S.T.A.L.K.E.R.: Clear Sky) — компьютерная игра в жанре шутера от первого лица с элементами ролевой игры, разработанная украинской компанией GSC Game World и выпущенная в России 22 августа 2008 года. Вторая игра серии S.T.A.L.K.E.R., однако фактически является приквелом к игре «S.T.A.L.K.E.R.: Тень Чернобыля» 2007 года. Игровой движок X-Ray, использованный в игре, был обновлён до версии 1.5 и стал поддерживать DirectX 10.
Издателем в странах СНГ и Украине является GSC World Publishing, в остальном мире игру издаёт компания Deep Silver.

## Разработка и поддержка игры

### История разработки
Проект начал разрабатываться в сентябре 2006 года под названием «S.T.A.L.K.E.R.: Anarchy Cell». Планировались такие локации, как: Катакомбы; Мост через реку Припять; Подземелья Припяти (восстановлены в «S.T.A.L.K.E.R.: Зов Припяти») и Генераторы. Первые две локации в итоге были не реализованы и остались на уровне концепт-артов, а остальные вырезали (локация «Катакомбы» была переименована в «Заброшенный госпиталь» и стала находиться между Лиманском и ЧАЭС).
11 июля 2007 года произошёл анонс игры — под названием «S.T.A.L.K.E.R.: Чистое Небо», выход запланировали на первый квартал 2008 года. В июле 2008 года была похищена заводская копия игры, позже игру выложили на торрент. Похитителем оказался пользователь под ником «Меченый». Как оказалось, диск с игрой с завода ему подарила знакомая, которая там работала.  Игру планировали выпустить 29 августа 2008 года, однако из-за инцидента с похищенной копией игра вышла ровно на неделю раньше — 22 августа 2008 года.

### Поддержка игры
30 июня 2009 года разработчики выпустили патч, обновляющий игру до версии 1.5.10. Патч вносил ряд значительных изменений в сетевую версию, а также улучшал одиночную игру. Для версии 1.5.10 разработчики выпустили мульти-патч v.2, который позволял включить вертикальную синхронизацию и исправлял вылет на окне списка серверов в сетевой игре.
Существуют неофициальные патчи игры версии 1.5.10 для устранения ошибок. Имеется большое количество неофициальных модификаций игры. Среди них есть глобальные, графические и сюжетные моды.
6 марта 2024 года игра была портирована на PlayStation 4 и Xbox One, а также на PlayStation 5 и Xbox Series X/S по обратной совместимости в составе сборника S.T.A.L.K.E.R. Legends of the Zone Trilogy. Были добавлены достижения и официальная поддержка модов через mod.io, адаптированы под консоли интерфейс и управление, колесо выбора оружия, изменения в системе прицеливания и навигации по меню. 31 октября 2024 года вышел порт на Nintendo Switch.
20 мая 2025 года вышло переиздание на ПК, PlayStation 5 и Xbox Series X/S в составе сборника S.T.A.L.K.E.R.: Legends of the Zone Trilogy — Enhanced Edition. Были обновлены освещение, текстуры, шейдеры и модели (НПС и оружия), ПК-версия также получила совместимость со Steam Deck, поддержку контроллеров, технологии FSR и модов через Steam Workshop.

## Сюжет

### Пролог
Сентябрь 2011 года. Наёмник Шрам ведёт группу учёных-экологов через болота. Внезапно их накрывает выброс. Экологи погибают, а протагонист теряет сознание. На базе группировки «Чистое небо» (бойцы которой нашли Шрама после выброса) наёмник приходит в себя.

### Действие игры

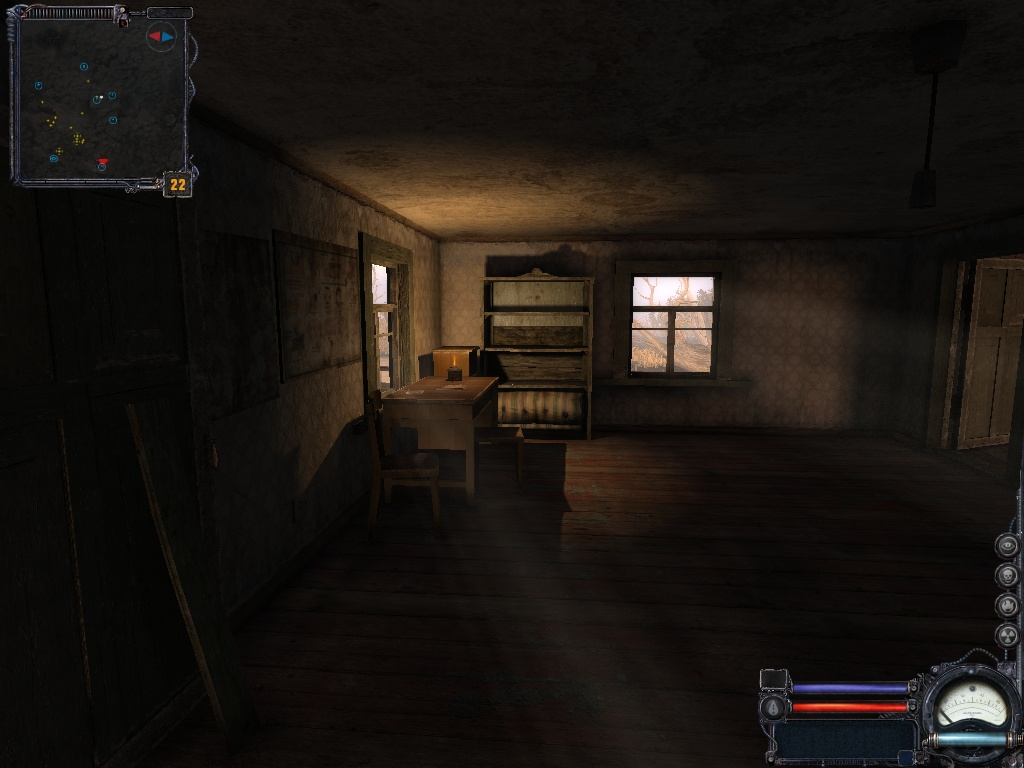
Скриншот из игры — начало

Лебедев, основатель и лидер «Чистого неба», рассказывает Шраму о том, что нервная система наёмника при выбросе принимает весь удар на себя и главному герою это грозит неминуемой гибелью. После недолгих разъяснений о сложившемся в округе положении Лебедеву приходит тревога со второго форпоста — его атакуют мутанты. Шрам отправляется на форпост, где его снова поражает выброс.
Придя в себя на базе «Чистого неба», Шрам узнаёт от Лебедева, что при следующем выбросе вне укрытия нервная система наёмника полностью выгорит и он погибнет. Выбросы происходят так часто, потому что кто-то проник за «Выжигатель мозгов», и Зона пытается уничтожить этого незнакомца, заодно уничтожая на пути всё живое.
В итоге нити всех слухов приводят игрока на «Кордон» к местному торговцу Сидоровичу, у которого неизвестный сталкер интересовался редкими радиодеталями. Однако чтобы пробраться на «Кордон», необходимо вытеснить враждующую с «Чистым небом» группировку — «Ренегатов», ранее захватившую все важные места на болотах.
C помощью Шрама «Чистое небо» укрепляет свои позиции и уничтожает главную базу врагов. Захватив подходы к тропам, наёмник пробирается на Кордон, где ему удается связаться с Сидоровичем. Торговец соглашается помочь, но только за услугу: вернуть украденный у военных кейс с артефактом. Как выясняется позже, нападение на военный конвой совершили местные сталкеры под предводительством Отца Валерьяна. Организованное им объединение сталкеров-одиночек переправляло товар Сидоровича через военных, совершая с ними сделки. Однако командир военных, майор Халецкий, решил продавать товар бандитам и даже умудрился отдать двух сталкеров в рабство на «Свалку». Одиночки не потерпели такого предательства со стороны военных и взяли майора в плен, но дальнейшего чёткого плана действий у них нет. Положение обостряется, и военные готовятся к штурму базы одиночек, дабы преподать им урок и вызволить своего офицера. Но сталкеры, вместе со Шрамом, берут инициативу в свои руки и зачищают боевые подступы военных на Кордоне: сначала на элеваторе, а потом на АТП. Майор Халецкий под впечатлением такого развития событий раскалывается и говорит, где спрятал кейс. Наёмник забирает кейс и относит его Сидоровичу, и тот рассказывает, что интересующий Шрама сталкер носит прозвище «Клык». Сидорович продал Клыку детали, которые нашёл, а за остальными отправил на «Свалку» к диггерам.
На Свалке, по метке Клыка, Шрам наткнулся на труп диггера. По аудиозаписи в КПК Шрам узнал, что за Клыком на восток отправился диггер-посланник Васян. Шрам нашёл Васяна, когда того загнала в угол стая слепых псов. От диггера наёмник узнал, что Клык ушёл в «Тёмную долину».
В «Тёмной долине» из-за частых нападений на базу группировки «Свобода» был объявлен усиленный режим. На блокпосте Шраму подсказали, что он может получить информацию на базе группировки. Здесь Шрам сталкивается с комендантом базы по фамилии Щукин, который сыграет необычную роль в развитии событий. Щукин отказывает Шраму во встрече с лидером группировки, пока база на карантине. Однако обещает устроить этот разговор, если наёмник выполнит его задание. После того как наёмник убил пси-собаку в окрестностях базы, комендант отправил его на один из блокпостов. Придя туда, Шрам увидел, что все бойцы «Свободы» мертвы. По записи в КПК одного из бойцов «Свободы» все поняли, что комендант передавал врагам всю информацию о передвижениях «Свободовцев». Шрам принёс КПК Чехову, лидеру и основателю группировки. Наёмник узнал, что Клык был у Чехова и искал какую-то техническую деталь. Однако остальную информацию Чехов рассказал лишь после того, как Шрам нашёл Щукина, принёс его КПК Чехову, а тот понял, что комендант передавал сведения о «Свободе» наёмникам, которые выполняли чей-то контракт. Чехов рассказал Шраму о том, что продал Клыку деталь, которую тот искал, и заинтересовался, зачем Клыку эта деталь — обычно такие применяются только в армейских дешифраторах. Техник группировки, Дядька Яр, сохранил частоту КПК Клыка, и по ней Шрам узнал, что Клык отправился на «Свалку». Оказав помощь «Свободе» в борьбе с наёмниками, Шрам отправился за Клыком.

### Цель Стрелка
На «Свалке» по метке КПК Клыка Шрам попал в подвал Барахолки, где его оглушили бандиты, украли всё снаряжение с деньгами и сбежали. Очнувшись, Шрам нашёл КПК Клыка в подвале, и по нему всё стало ясно — Лебедев был прав насчёт того, что кто-то пробрался через «Выжигатель Мозгов». В КПК была запись о том, что группа, в которой был Клык, догадалась, что об их походе к центру Зоны узнали. Как говорилось в записи, подробный план их дальнейших действий находился в тайнике, координаты которого присутствовали в КПК. Тайник находился в подземельях НИИ «Агропром». Догнав бандитов и забрав своё снаряжение, Шрам направился туда.
На бывшей территории предприятия НИИ «Агропром» Шрам встретился с генералом Крыловым, лидером группировки «Долг». Тот сообщил наёмнику, что «Долговцев» постоянно атакуют мутанты, которые вылезают из подземелий. Шрам согласился помочь «Долгу»: наёмник должен спуститься под «Агропром» и затопить подземные ходы.
Спустившись в подземелья и почти полностью затопив их, Шрам нашёл тайник Стрелка. Из аудиозаписи КПК в тайнике Шрам узнал, что к центру Зоны пробрались сталкеры с кличками Стрелок, Клык и Призрак. Они готовят второй поход к центру Зоны, что, по словам Лебедева, приведёт ко второму Сверхвыбросу — гораздо более сильному, чем первый, из-за которого всё живое погибнет, а Зона перейдёт в полностью неустойчивое состояние. Стрелок направился на Янтарь к учёному Сахарову за устройством, которое сохранит разум членов группы в целости и сохранности.
На «Янтаре» Сахаров рассказал Шраму о том, что Стрелок заключил с учёными сделку — якобы хотел помочь в испытании устройства, пресекающего пси-излучения. Учёные дали ему экспериментальный прототип, и Стрелок отправился на заводскую территорию «Янтаря». Однако он оттуда не вернулся, и сигнал, получаемый учёными от устройства, был потерян. Сахаров, узнав намерения Шрама догнать Стрелка, рассказал ему, что есть возможность уравновесить уровень пси-излучения настолько, чтобы можно было находиться на территории комплекса. Шрам узнал, что недавно группа сталкеров нашла на заводской территории какую-то техническую документацию, но вернуться не смогла. Шрам отправился за документами и принёс их Сахарову. По ним Сахаров окончательно понял, что уравновесить уровень пси-излучения возможно.

### Погоня за Стрелком
По указанию Сахарова Шрам отправился к отряду сталкеров под руководством Левши. Цель отряда — перезапуск системы охлаждения, по вине которой пси-излучение неустойчиво. Отряду удаётся совершить перезапуск системы, и уровень пси-излучения уравновешивается. Сахаров передаёт Шраму сообщение, что Стрелок находится совсем близко. Шрам в погоне за Стрелком попадает в бывший заповедник «Рыжий лес».
Там Шрама встречает засада: отряд «наёмных сталкеров», которых до этого нанял Стрелок. За время перестрелки Стрелок убегает в тоннель, который сразу же подрывает за собой. Со Шрамом связывается Лебедев и упоминает, что единственная возможность теперь догнать Стрелка — пройти в заброшенный город Лиманск. Однако путь проходит через реку, мост через которую управляется на противоположном берегу «Ренегатами». Лебедев даёт поручение Шраму отправиться к сталкеру по имени Лесник, который может знать способ пройти в Лиманск. Чтобы найти Лесника, Шраму приходится пройти через весь кишащий мутантами лес и через аномалию-портал.
Лесник рассказывает, что иногда к нему на КПК поступают просьбы наёмников о помощи из Лиманска, но сигнал слишком слабый. Лесник советует Шраму выйти к «Армейским складам», где сигнал должен быть лучше. Там Шрам принимает сообщение от наёмников, угодивших в аномалию, из которой они никак не могут выбраться. Возвратившись к Леснику и передав ему координаты наёмников, Шрам узнал подробнее об этой аномалии под названием «Пространственный пузырь». Лесник рассказал, как сам однажды в неё попал, однако там же нашёл артефакт, который вывел его из этой аномалии. После небольшого задания для Шрама (принести из старых шахт в лесу артефакт «Компас») Лесник пообещал, что подумает над тем, как вывести наёмников из аномалии, и предложил Шраму отправиться на «Армейские склады», где на базе военных есть мощный действующий радиопередатчик, с помощью которого наёмникам можно будет ответить. После Сверхвыброса на базе выжило полтора десятка солдат, которых командование бросило на произвол судьбы, не рискуя посылать отряды в выведенную выбросом из равновесия Зону. После победы над военными Шрам нашёл и использовал передатчик, и, при помощи инструкций Лесника, отряд наёмников успешно выбрался из аномалии, начав продвигаться к мосту в Лиманск, захваченному «Ренегатами».
Когда Шрам прибыл к мосту, элитный отряд «Чистого неба» во главе с Лебедевым уже находился там. Наёмники, тоже прибывшие к мосту, на противоположном берегу пытались опустить мост. В итоге мост был опущен, а отряд «Ренегатов» — побеждён.
Передовая группа «Чистого неба», вместе со Шрамом, отправилась через Лиманск. Там бушевала настоящая война, так как после открытия второго пути к центру Зоны туда отправили свои отряды почти все группировки. Затем, преодолевая препятствия и заслоны группировки «Монолит» и военных, группе «Чистого неба» удалось пробиться через Лиманск. Путь к центру Зоны пролегал через заброшенный госпиталь, где группу «Чистого неба» встретили бойцы «Монолита». Также Шраму пришлось уничтожить вертолёт военных. После этого наёмник попадает на ЧАЭС, где встречается с Лебедевым и его элитным отрядом.

### Окончание
Петренко, боец «Чистого неба», передаёт Лебедеву частоту Стрелка, который находится уже совсем рядом, и тот подтверждает её. Однако добраться до Стрелка не представляется возможным. На ЧАЭС повышенный уровень пси-излучения, однако Стрелок в безопасности благодаря устройству, которое выдал ему Сахаров. Шраму выдают электромагнитное ружьё «ЭМ1», чтобы он уничтожил защиту Стрелка, с чем наёмник успешно справляется.
Однако, неожиданно для Лебедева, начинается то, чему «Чистое небо» пыталось воспрепятствовать — второй Сверхвыброс. Далее все, кто были на ЧАЭС, в том числе Стрелок и Шрам, показаны безвольно лежащими в помещении перед мониторами, кодирующими их сознание на служение «Монолиту».
В результате второго Сверхвыброса география Зоны перешла в состояние, которое можно видеть в «Тени Чернобыля». После Сверхвыброса всех сталкеров, в том числе Стрелка, Шрама и отряд «Чистого неба», помещают в помещение с мониторами, где оборудование ученых «О-Сознание» стирает память всем и даёт задание убить Стрелка. Однако оборудование даёт сбой, и учёные не замечают, что в составе агентов оказался сам Стрелок. Весной 2012 года агентов, в том числе и Стрелка, помещают в «грузовик смерти» и вывозят на периферию в Зону. Далее начинаются события «S.T.A.L.K.E.R.: Тень Чернобыля».

## Игровой процесс
- Добавлены новые территории: «Рыжий Лес», «Лиманск», «Болота», «Заброшенный Госпиталь». Вместе с этим убраны некоторые локации из первой игры: «Бар», «Дикая Территория», «Радар», «Припять», «Саркофаг», «Бункер Управления Монолитом».
- Помимо старых группировок (одиночки, учёные, «Долг», «Свобода», «Монолит», «Бандиты», военные, наёмники) появились новые («Чистое Небо», «Ренегаты»). Игрок может принять участие в войне группировок: вступить в любую из 5 доступных игровых фракций («Одиночки», «Чистое Небо», «Долг», «Свобода» или «Бандиты») и привести свою группировку к победе над её врагом.
- Улучшен интеллект компьютерных противников.
- Изменена система аномальных зон и поиска артефактов.
- Появились случайные выбросы, которые могут случиться при переходе с локации на локацию.
- В сравнении с предыдущей игрой серии, улучшена графика: добавлена поддержка DirectX 10 (а с патчем 1.5.07 — DirectX 10.1); доработан рендер DirectX 9. В игре используется улучшенная версия игрового движка X-Ray 1.5. Добавлена инверсная кинематика.
- Улучшен внешний вид оружия; добавлено новое, но в официальной версии модели оружия опять же не лицензированы.

| Системные требования    | Системные требования                                                                     | Системные требования                                                                       |
| ----------------------- | ---------------------------------------------------------------------------------------- | ------------------------------------------------------------------------------------------ |
|                         | Минимальные                                                                              | Рекомендуемые                                                                              |
| PC (Microsoft Windows)  |                                                                                          |                                                                                            |
| ОС                      | Windows 2000 (SP4), Windows XP, Windows Vista                                            | Windows XP, Windows Vista, Windows 7                                                       |
| ЦПУ                     | Intel Core 2 Duo E4300 1,8 GHz / AMD Athlon 64 X2 4400 +                                 | Intel Core 2 Duo E6600 2,4 Ghz / AMD 64 X2 5600 + 2,8 Ghz                                  |
| Объём ОЗУ               | 1 ГБ                                                                                     | 1,5 ГБ                                                                                     |
| Место на диске          | 10 ГБ                                                                                    | 10 ГБ                                                                                      |
| Информационный носитель | DVD, Steam                                                                               | DVD, Steam                                                                                 |
| Видеокарта              | 256 МБ видеопамяти с поддержкой Direct3D 9c (NVIDIA Geforce 7800 GTX / AMD ATI X1800 XT) | 512 МБ видеопамяти с поддержкой Direct3D 10.1 (NVIDIA Geforce 8800 GT / AMD Radeon HD 3870 |
| Звуковая плата          | DirectX 9.0 совместимая звуковая карта                                                   | DirectX 9.0 совместимая звуковая карта                                                     |
| Устройства ввода        | клавиатура, мышь                                                                         | клавиатура, мышь                                                                           |

- Здоровье игрока в игре медленно восстанавливается, но кровотечение стало более опасной угрозой, так как в случае тяжёлого ранения не прекращается без применения медикаментов.
- На смену статическим трекам пришла динамическая музыка. Во время нарастания напряжения во внутриигровых событиях музыка переходит от мелодичной к напряжённой.
- NPC теперь могут бросаться гранатами. На экране появляется предупреждение о находящейся рядом гранате и стрелка, указывающая на спасительный путь.
- Полностью переработаны концепты КПК. Теперь в нём можно найти всю информацию о войне группировок; на карте отображаются места вероятного присутствия противника (в том числе и мутантов) и так далее. Также теперь в нём нет разделов «Энциклопедия», «Ранги», «Контакты» и «Данные».
- Некоторые персонажи за отдельную плату могут давать наводки на тайники.
- Главный герой может улучшать оружие и броню у механиков, которые присутствуют на базе каждой группировки (за исключением вражеских). Следует заметить, что без улучшений оружие имеет столь низкие показатели, что оно практически бесполезно для настоящего боя. К тому же улучшения требуются для появления первоначальных для данного оружия возможностей, например крепления подствольного гранатомёта на АК-74.
- Оружие и броню можно ремонтировать у механиков и у некоторых других персонажей (Лесник; командиры отрядов «Чистого неба» в Лиманске и Госпитале) за определённую цену (в зависимости от степени повреждения и от цены оружия/брони).
- На всех локациях (кроме Лиманска, «Госпиталя» и ЧАЭС) размещены несколько проводников — персонажей, способных за определённую плату (в зависимости от расстояния и типа отношений) мгновенно сопроводить игрока в определённое место. Доступность этих мест для сопровождения зависит, во-первых, от того, заняты ли они врагами той группировки, к которой принадлежит проводник; и, во-вторых, от того, побывал ли ранее этом месте главный персонаж. Бесплатно можно пользоваться только услугами проводника из группировки «Чистое Небо» — до тех пор, пока главный герой не перейдёт в первый раз с Болот на Кордон.
- В мае 2009 года вышла версия игры на украинском языке, которая устанавливается на русскую версию с любым патчем. По заявлению разработчиков, локализация ещё лучше представляет каждую группировку. Так, например, «Долг» говорит чисто на русском языке, а «Бандиты» и «Ренегаты», в основном, говорят на суржике, что добавляет игре колорита[7]. На украинском говорят сталкеры, учёные, «Чистое небо» и «Свобода»; на русском — военные, «Долг» и «Монолит».
- Артефакты теперь нужно искать с помощью детекторов, потому что без этого их не увидеть невооружённым глазом и не подобрать.

## Музыка
Над музыкой к «S.T.A.L.K.E.R.: Чистое небо» работал украинский композитор Алексей Омельчук. Автор саундтрека к оригинальной игре, композитор Владимир «MoozE» Фрей, успев написать два экспериментальных трека для «Чистое небо», покинул проект в связи с разногласием с звукорежиссёром игры Дмитрием Кузьменко. Несмотря на уход MoozE, в саундтреке «Чистое небо» была использована часть написанных им ранее композиции для «S.T.A.L.K.E.R.: Тень Чернобыля».
Впервые саундтрек был выпущен 22 августа 2008 года в составе DVD-диска с бонусными материалами в российском коллекционном издании. Отдельно на CD-диске он вышел лишь в некоторых восточноевропейских изданиях от CD Projekt. «S.T.A.L.K.E.R.: Чистое небо» вместе с другими играми серии S.T.A.L.K.E.R. 6 февраля 2014 года стали доступны в сервисе цифровой дистрибуции GOG.com, где вместе с игрой в качестве дополнительных материалов поставляется и саундтрек в форматах MP3 и FLAC.

| №                   | Название                | Автор(ы)            | Используется в игре                      | Длительность |
| ------------------- | ----------------------- | ------------------- | ---------------------------------------- | ------------ |
| 1.                  | «Swamps of Despair»     | Алексей Омельчук    | Днём на локации Болота                   | 4:17         |
| 2.                  | «Theme of Escape»       | MoozE               | Днём на локации Кордон                   | 8:34         |
| 3.                  | «Shadows»               | Алексей Омельчук    | Ночью на локациях Кордон и Тёмная долина | 4:40         |
| 4.                  | «Theme of Garbage»      | MoozE               | Днём на локации Свалка                   | 5:01         |
| 5.                  | «Radwind Pt.1»          | MoozE               | Днём на локации Тёмная долина            | 3:16         |
| 6.                  | «Fog»                   | MoozE               | Ночью на локации НИИ «Агропром»          | 3:05         |
| 7.                  | «S.A.D.»                | MoozE               | Днём на локации НИИ «Агропром»           | 4:35         |
| 8.                  | «Theme of Red Forest»   | MoozE               | Днём на локации Рыжий лес                | 5:31         |
| 9.                  | «Ghost City»            | Алексей Омельчук    | На локации Лиманск                       | 4:42         |
| 10.                 | «Radwind Pt.2»          | MoozE               | Днём на локации Тёмная долина            | 2:16         |
| 11.                 | «Hospital»              | Алексей Омельчук    | На локации Госпиталь                     | 4:22         |
| 12.                 | «Sleeping in Ashes v.2» | MoozE               | Днём на локации Военные склады           | 4:48         |
| Общая длительность: | Общая длительность:     | Общая длительность: | Общая длительность:                      | 55:07        |

Помимо фонового саундтрека в игре присутствует музыка, играющая на базах сталкерских группировок, которая также написана Алексеем Омельчуком. При создании некоторых композиций за основу были взяты сторонние музыкальные произведения.

## Коллекционные издания

### Варианты российского издания
Дабы определиться с наполнением российского коллекционного издания игры «S.T.A.L.K.E.R.: Чистое Небо», в первой половине 2008 года компания GSC Game World провела конкурс «Сталкерский набор», в ходе которого каждый желающий мог предложить свои идеи по составу издания. По итогам конкурса несколько победителей с лучшими предложениями получили по коллекционной копии игры с автографами разработчиков. Окончательный вариант состава коллекционного издания был объявлен 21 июля 2008 года.
На релизе «S.T.A.L.K.E.R.: Чистое Небо» в странах СНГ и Украине игра была издана в нескольких вариантах. Помимо «Коллекционного издания», ограниченным тиражом было выпущено «Специальное издание» — с аналогичным составом, но дополненное копией игры «S.T.A.L.K.E.R.: Тень Чернобыля». Обычные издания игры выпускались в виде «Стандартного издания», упакованного в CD-box, кроме того, только на территории Украины выходило «Расширенное издание», ничем не отличавшееся от стандартного, кроме упаковки DVD-box в картонном рукаве.
Вдобавок вышло «Подарочное издание», похожее на расширенное, но дополненное книгой в мягком переплёте — сборником рассказов и в некоторых вариантах также DVD-диском с бонусными материалами по игре или руководством пользователя.
| Предметы | Издания игры        | Издания игры                           | Издания игры                           | Издания игры                           | Издания игры                                     | Издания игры                                     | Издания игры |
| --- | ------------------- | -------------------------------------- | -------------------------------------- | -------------------------------------- | ------------------------------------------------ | ------------------------------------------------ | ------------ |
| Предметы | Стандартное         | Расширенное                            | Подарочное                             | Подарочное                             | Коллекционное                                    | Специальное                                      |              |
| Предметы | Россия и Украина    | Только Украина                         | Россия                                 | Украина                                | Россия и Украина                                 | Россия и Украина                                 |              |
| Диск с игрой «S.T.A.L.K.E.R.: Чистое Небо»                                                                    | Да                  | Да                                     | Да                                     | Да                                     | Да                                               | Да                                               |              |
| Карточка-вкладыш с рекламой книжной серии S.T.A.L.K.E.R. и прочего                                            | Да                  | Да                                     | Да                                     | Да                                     | Нет                                              | Нет                                              |              |
| Книга в мягком переплёте «S.T.A.L.K.E.R. – Сборник рассказов»                                                 | Нет                 | Нет                                    | Да                                     | Да                                     | Да                                               | Да                                               |              |
| Цветное руководство пользователя к игре «S.T.A.L.K.E.R.: Чистое Небо»                                         | Нет                 | Нет                                    | Да                                     | Нет                                    | Да                                               | Да                                               |              |
| DVD-диск с бонусными материалами по игре                                                                      | Нет                 | Нет                                    | Нет                                    | Да                                     | Да                                               | Да                                               |              |
| Плакат с картой Чернобыльской зоны отчуждения и артом (двухсторонний)                                         | Нет                 | Нет                                    | Нет                                    | Нет                                    | Да                                               | Да                                               |              |
| Плакат с календарём «Лиманск 1985: Посетите наш солнечный город» (календарь на конец 2008 — начало 2009 года) | Нет                 | Нет                                    | Нет                                    | Нет                                    | Да                                               | Да                                               |              |
| Светильник-ночник «Артефакт», меняющий цвет                                                                   | Нет                 | Нет                                    | Нет                                    | Нет                                    | Да                                               | Да                                               |              |
| Бандана с надписью «S.T.A.L.K.E.R.: Чистое Небо» (попадается случайно: чёрного или оливкового цвета)          | Нет                 | Нет                                    | Нет                                    | Нет                                    | Да                                               | Да                                               |              |
| Нашивка группировки (попадается случайно: «Чистое небо», «Одиночки», «Бандиты», «Монолит»)                    | Нет                 | Нет                                    | Нет                                    | Нет                                    | Да                                               | Да                                               |              |
| Металлическая бензиновая зажигалка с гравировкой «S.T.A.L.K.E.R.: Чистое Небо»                                | Нет                 | Нет                                    | Нет                                    | Нет                                    | Да                                               | Да                                               |              |
| Металлический жетон с гравировкой «S.T.A.L.K.E.R.: Чистое Небо»                                               | Нет                 | Нет                                    | Нет                                    | Нет                                    | Да                                               | Да                                               |              |
| Диск с игрой «S.T.A.L.K.E.R.: Тень Чернобыля» (упакован в CD-box)                                             | Нет                 | Нет                                    | Нет                                    | Нет                                    | Нет                                              | Да                                               |              |
| Упаковка | CD-box (Jewel-case) | DVD-box (Keep-case) в картонном рукаве | DVD-box (Keep-case) в картонном рукаве | DVD-box (Keep-case) в картонном рукаве | Картонная коробка с дисками в бумажных конвертах | Картонная коробка с дисками в бумажных конвертах |              |

### Варианты европейских изданий

Всемирная обложка игры

#### Издания от CD Projekt
Издателем и дистрибьютором S.T.A.L.K.E.R.: Clear Sky в некоторых странах Восточной Европы (Польша, Чехия, Словакия и Венгрия) является польская компания CD Projekt, которой на данной территории было выпущено несколько коллекционных изданий игры. S.T.A.L.K.E.R.: Czyste Niebo Edycji Kolekcjonerskiej — лимитированное коллекционное издание, вышедшее только в Польше ограниченным тиражом в 699 штук. Упаковано в небольшую военную сумку цвета хаки, стилизованную под медицинскую аптечку. В состав входит: диск с игрой и CD-диск с саундтреком в эксклюзивном диджипаке для DVD, коричнево-оранжевая футболка со знаком радиации и логотипами игры (размер XL), плакат с картой Чернобыльской зоны отчуждения, руководство пользователя, печатный графический альбом (артбук) в мягком перелёте, одна из четырёх нашивок группировки, 4 наклейки с эмблемами группировок и сертификат подлинности издания. За предварительный заказ через сайт gram.pl дополнительно прилагалась бензиновая зажигалка чёрного цвета с логотипом игры и инструкциями к ней. Изначальный тираж издания являлся 500 копий, но позднее из-за высокого спроса было довыпущено ещё 199 штук. Дополнительный тираж издания имел некоторые отличия от основного: другая сумка-упаковка оливкового цвета и отсутствие дополнения в виде бензиновой зажигалки.
Помимо этого, CD Projekt для Чехии и Словакии было выпущено расширенное издание, содержащее: диск с игрой в DVD-box в слипкейсе, плакат с картой Чернобыльской зоны отчуждения, 4 наклейки с эмблемами группировок, руководство пользователя (56 страниц) и CD-диск с саундтреком.

#### Издания от Deep Silver
Компанией Deep Silver в Германии было издано коллекционное издание — Collector’s Edition Metallbox, вышедшее ограниченным тиражом и официально продавшееся только на сайте amazon.de. Упаковано в небольшую стилизованную стальную коробку — со следами ржавчины, с рельефным названием игры, знаком радиации и другими элементами. В комплектацию входит: диск с игрой в DVD-box, диск с бонусными материалами в бумажном конверте, плакат с картой Чернобыльской зоны отчуждения и артом (двухсторонний, размер A2), книга «Апокалипсис» (нем. Apokalypse) за авторством Бернда Френца, значок-заколка с логотипом игры и знаком радиации и рекламный буклет.
Также на территории Западной Европы, вдобавок, от Deep Silver вышло «Ограниченное специальное издание» — Limited Special Edition, упакованное в металлический бокс (стилбук) в пластиковом рукаве, куда входит: диск с игрой, DVD-диск с бонусными материалами, плакат с картой Чернобыльской зоны отчуждения и артом (двухсторонний) и руководством пользователя.

## Оценки
| Сводный рейтинг       | Сводный рейтинг                            |
| Агрегатор             | Оценка                                     |
| --------------------- | ------------------------------------------ |
| GameRankings          | 74,04 %                                    |
| Metacritic            | 75/100                                     |
| MobyRank              | 72/100                                     |
| Иноязычные издания    |                                            |
| Издание               | Оценка                                     |
| 1UP.com               | B                                          |
| ActionTrip            | 7,1                                        |
| Русскоязычные издания |                                            |
| Издание               | Оценка                                     |
| 3DNews                | 7,5/10                                     |
| Absolute Games        | 47 %                                       |
| PC Gamer в России     | 89 %                                       |
| «PC Игры»             | 8,0/10                                     |
| PlayGround.ru         | 8,0/10                                     |
| Riot Pixels           | 63 %                                       |
| «Игромания»           | 8,5/10                                     |
| «Канобу»              | 7,4/10                                     |
| «ЛКИ»                 | 8,5/10                                     |
| «НИМ»                 | 8,0/10                                     |
| «Страна игр»          | 8,5/10                                     |
| Награды               |                                            |
| Издание               | Награда                                    |
| КРИ                   | «Лучшая игровая графика КРИ 2008»          |
| КРИ                   | «Лучшая технология КРИ 2008»               |
| КРИ                   | «Лучшая экшн-игра КРИ 2008» - третье место |
| КРИ                   | «Лучшая игра КРИ 2008» — третье место      |
| Игромания             | «Шутер 2008 года» — второе место           |
| IGN                   | «Лучшая графика на E3 2008»                |
| GameLand-Award.ru     | «Лучший экшен 2008» — второе место         |
| GameLand-Award.ru     | «Лучшая отечественная игра 2008»           |

Российское онлайн-издание «Daily Digital Digest» поставило игре оценку в 7,5 из 10 возможных. Обозреватель отрицательно отозвался о равновесии игры, однако положительно оценил нововведения и живое окружение, отметив, что «у первой игры серии с этим как-то не сложилось: и технологии вроде были на уровне, и дизайн подходящий, но всё равно Зона выглядела какой-то мёртвой. Будто безымянный фотограф запечатлел на пленку ключевые декорации, а затем их просто размножили. В приквеле всё по-другому». 3DNews похвалили новую локацию «Болота»; положительно оценена и улучшенная графическая составляющая игры. Локация «Лиманск» была оценена на среднем уровне: «Лиманск — заброшенный уютный городок, эдакий привет из 80-х. С ним, правда, вышла небольшая осечка: как бы вы ни хотели назвать Clear Sky шутером с открытым миром, Лиманск — это обычный „коридор“, проложенный среди домов. Некоторая замкнутость — не то чтобы вопиющий недостаток, но, при общем прицеле, на „открытость“ хотелось бы больше свободы». Война группировок — главное нововведение второй самостоятельной части — была оценена отрицательно: война группировок «получилась в итоге не такой увлекательной, как представлялась. Да и ошибки всё портят, хотя поучаствовать в борьбе сторон, безусловно, любопытно». Последним комментарием рецензента было обобщение игры: «„Чистое небо“ — это тоже в какой-то степени редкий артефакт, заброшенный прямиком в аномалию. Аномалию из ошибок, тормозов, вылетов и прочих неприятностей. Но решитесь ли вы копаться в такой куче мусора, чтобы выудить драгоценный камень? Попытаться стоит, ну а если всё равно ничего не выходит — новые патчи не за горами. Вот только многие ли решатся купить третий S.T.A.L.K.E.R. в день релиза?»
Здорово набрав в плане жизненности картинки, «Clear Sky» заметно прибавил очков и по другому параметру — вовлечённости. И всё было бы хорошо, если бы не постоянные «вылеты» и досадные «баги»...
Антон Костюкевич, 3DNews.
Крупнейший и старейший русскоязычный игровой сайт Absolute Games поставил игре оценку в 47 % со статусом «вяло», которая является самой низкой в серии. Обозреватель начал с намёков на отсутствие равновесия игры, назвав предыдущую часть «ущербной». Absolute Games назвал игру расширенным переизданием «с иным сюжетом, четырьмя новыми локациями, букетом старых болячек и незнакомым главным героем», а также на протяжении всей рецензии шутил над равновесием игры. Отрицательно был оценён баланс нововведения — персонажей-проводников, однако «механики» получили положительный отзыв в рецензии. Модель повреждений тоже подверглась критике. Обновлённый искусственный интеллект обозреватель назвал «идиотизмом», а войну группировок описал в плохих красках. Также была раскритикована одна из игровых ситуаций: «Чем ближе наемник к развязке, тем теснее стенки незримого коридора. Первый звоночек — ограбление на Барахолке: стоит герою зайти в подвал за спрятанным наладонником, как мародеры оглушают его и забирают весь скарб. Зачем GSC вставила эту нелепую сценку, коли и ежу ясно: народ загрузит „сейв“ и спокойно выложит ценные вещи в полуметре от злосчастной двери?» Добавленные в игру элементы шутера на специально отведённых для этого локациях рецензенту не понравились, и он назвал одну из игровых локаций, «Лиманск», где игровое действие рассчитано на стрельбу, пародией на игру «Call of Duty 4», «чья Припять укатывает в бетон обе части „S.T.A.L.K.E.R.“ и по драйву, и по эмоциям».
По сути [Чистое небо] — расширенное переиздание с иным сюжетом, четырьмя новыми локациями, букетом старых болячек и незнакомым главным героем.
Владимир Горячев, Absolute Games
Сайт Канобу поставил оценку 7,4 (на основании оценок пользователей).
Журнал PC Gamer в России поставил игре хорошую оценку — 89 %, отметив, что приквел оказался «круче» первой части. Война группировок была оценена положительно, похвалено было и оружие с его возможностью улучшения. С правильной стороны были показаны особенности обновлённого игрового движка X-Ray; графическая часть получила похвальное сравнение о том, что она «мощная» и «обсчитывает около 800 000 полигонов за кадр. Большинство современных движков ломается на 200 000», также было похвалена одна из главных графических «изюминок» X-Ray — освещение и фотореалистичные текстуры. Искусственный интеллект тоже получил от рецензента положительный отзыв. Был оставлен хороший отзыв: «Пока не поймал маслину… Вещи, о которых надо знать о „Чистом небе“, чтобы поддержать разговор», в котором были похвалены аномалии, обновлённый анимационный движок, а в частности стрельба сталкеров из-за укрытий и приятные посиделки сталкеров у костра с рассказыванием увлекательных анекдотов.
При помощи мыши и клавиш WASD изображать дружелюбие и готовность к сотрудничеству на мушке у перепуганного сталкерского кордона; смотреть в жуткие белые глаза мутанта, считая секунды до замены обоймы; впитывать очертания ржавых ЗИЛ'ов и причудливые пятна осыпавшегося кафеля на стенах зданий, когда осваиваешься в незнакомой зоне, — всё это нельзя описать, оценивая технологии, правила игры, место в жанре.
Владимир Рыжков, PC Gamer
Журнал PC Игры поставил игре положительную оценку — 8,0.
Игра с уникальным миром, которую поторопились выпустить. Её хочется пройти, несмотря на все недоделки.
Александр Трифонов, PC Игры
Сайт Tom’s hardware, статья «Stalker: Чистое Небо (Clear Sky). Тест качества и производительности» опубликована 1 октября 2008 года. Игра хорошо работает на системе с процессором Core 2 Duo и видеокартой GeForce 8800 GTS на разрешении 1920x1200 пикселей, если выключено сглаживание и эффекты освещения DX10. Для максимального графического качества на высоких разрешениях потребуется видеокарта Radeon HD 4870 или GeForce GTX 280. В статье выяснено, насколько хорошо игра идёт на видеокартах HD 3870, HD 4850, HD 4870, GeForce 8800 GTS 512, 9600 GT, 9800 GTX, GTX 260 и GTX 280. Имеется подробное описание оптимальных графических настроек с картинками и таблицами.